# Elezioni parlamentari in Azerbaigian del 2020
Le elezioni parlamentari in Azerbaigian del 2020 si sono tenute il 9 febbraio.

## Risultati
| Liste                                              | Voti | % | Seggi |
| -------------------------------------------------- | ---- | - | ----- |
| Partito del Nuovo Azerbaigian                      |      |   | 70    |
| Partito di Solidarietà Civica                      |      |   | 3     |
| Partito del Fronte Popolare di Tutto l'Azerbaigian |      |   | 1     |
| Partito del Grande Ordine                          |      |   | 1     |
| Partito della Madrepatria                          |      |   | 1     |
| Partito per le Riforme Democratiche                |      |   | 1     |
| Partito dell'Unità                                 |      |   | 1     |
| Partito dell'Unità Civica                          |      |   | 1     |
| Partito Illuminista Democratico dell'Azerbaigian   |      |   | 1     |
| Partito della Prosperità Sociale dell'Azerbaigian  |      |   | -     |
| Partito del Movimento di Rinascita Nazionale       |      |   | -     |
| Partito Socialdemocratico dell'Azerbaigian         |      |   | -     |
| Indipendenti                                       |      |   | 41    |
| Non validi                                         |      |   | 4     |
| Totale                                             |      |   | 125   |